# Michalis Morfis
Michalis Morfis, född 1979, är en cypriotisk före detta fotbollsspelare i Doxa Katokopia. Han spelade mellan 2001 och 2011 i cypriotiska landslaget, där han gjorde 22 landskamper.